# Ezkerraldea

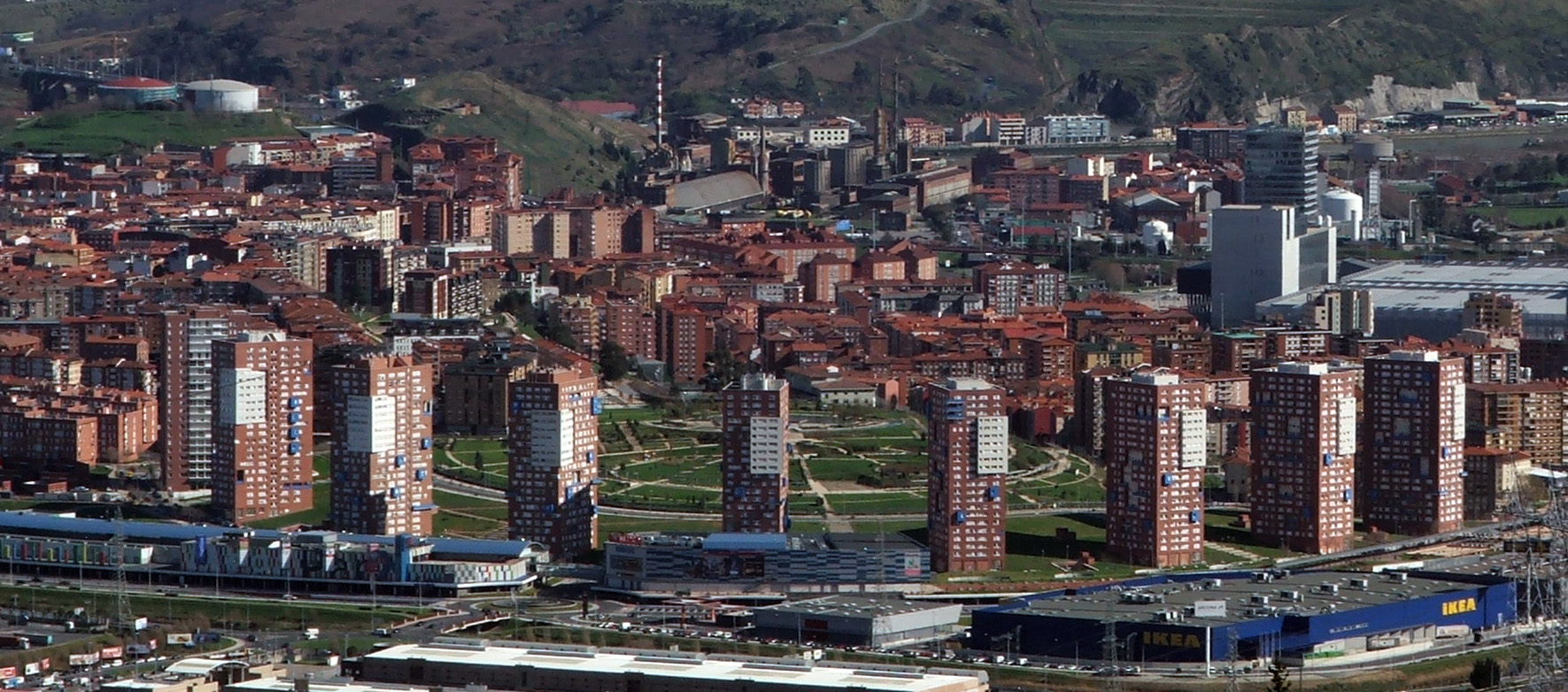
Barakaldo; al fons, Erandio (Marge Dret)

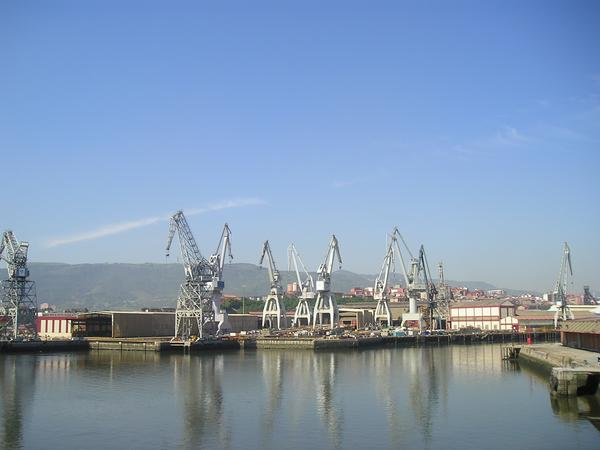
Drassanes de Sestao

Ezkerraldea o més correctament Ibai-Ezkerraldea (en castellà Margen Izquierdo) és una subcomarca del Gran Bilbao. Està situada, com indica el seu nom, al marge esquerre de la ria del Nerbion. És un nom comú (no oficial) creat a la fi del segle xix, època d'industrialització.
En sentit ampli inclou a la Zona Minera d'Encartaciones, situada immediatament a l'oest del Marge Esquerre, i amb la qual forma el partit judicial de Barakaldo, i als municipis al marge de la ria: Barakaldo (100.061 h), Sestao (28.959 h), Portugalete (47.742 h) i Santurtzi (47.076 h); però s'ha acabat aplicant solament a aquests últims. En total, els quatre municipis sumen 223.838 habitants.
Anteriorment, fins a la promulgació de la Llei d'Ajuntaments del Regne de 1841, Santurtzi i Sestao formaven part de la Vall de Somorrostro o simplement Somorrostro, topònim desvirtuat del seu origen i pràcticament extingit.
Es tracta d'una zona tradicionalment obrera, fabril i minera encara que des de la reconversió industrial ha perdut molt pes la indústria. És la zona de major implantació (i més antiga, des de finals del segle xix) del socialisme basc. També allí va sorgir el comunisme basc.
També es podria aplicar geogràficament al municipi de Zierbena, segregat dAbanto-Zierbena en 1993, encara que sociològicament sigui molt diferent. Cas contrari al d'Alonsotegi, que en segregar-se de Barakaldo en 1991, va passar a estar més unit geogràficament a la comarca d'Encartaciones i, encara que amb un caràcter més rural, segueix unit històricament al Marge Esquerre i, per tant, al Gran Bilbao.